# Karangroto
Karangroto is een bestuurslaag in het regentschap Semarang van de provincie Midden-Java, Indonesië. Karangroto telt 9086 inwoners (volkstelling 2010).